# Стародубская крепость
Стародубская крепость — исторические укрепления Стародуба.

## История
Древнерусский детинец Стародуба был расположен на левом обрывистом берегу реки Бабинец на треугольном мысу, известном сегодня как Солдатская гора. Он развился из княжеского становища (погоста), используемого при полюдье (сборе дани). Мыс был населён и в более раннее время, в эпоху юхновской и роменской культур. Детинец имел площадь 1,5 га, был окружён валом из чередующихся сырцовых и деревянных конструкций. С северной стороны к нему примыкали укреплённый окольный город и неукреплённый посад. Неукреплённый посад имелся в том числе и на противоположном правом берегу Бабинца. Первое летописное упоминание о Стародубе датируется 1096 годом, однако по археологическим данным детинец был заложен ещё в X веке. Согласно летописным данным, осада Стародуба Владимиром Мономахом длилась 33 дня, что свидетельствует о том, что у города были солидные укрепления.
В 1534 году в ходе Стародубской войны крепость выдержала литовскую осаду под руководством киевского воеводы Андрея Немировича, однако в следующем 1535 году в результате осады Стародуба гетманом Яном Тарновским была сожжена. В 1536 году по указу Елены Глинской была возведена новая дерево-земляная крепость бастионного типа, значительно более расширенная. Она делилась на Старый и Новый город и была обведена земляными валами.  Не исключено, что над возведением крепости в 1536 году трудился Петрок Малый, который строил в этот период схожие крепости (Себежскую и Пронскую). Она успешно отразила несколько литовско-польских попыток её взять во время Ливонской войны. Дальнейшее укрепление крепости было произведено в царствование Фёдора Ивановича.
В начале XVII века протяжённость валов составляла 402 м. Старый город, охватывавший западную часть крепости, в южной части которого находился древний детинец, ограничивался с востока оврагом Шморговка, с юга обрывом к реке Бабинец, а северный и западный фас с напольной стороны были укреплены тремя большими и двумя малыми бастионами, которые напоминали платформы Московского кремля. В 1616 году гарнизон Стародубской крепости составлял 650 человек. Во время Смоленской войны русские войска взяли Стародуб, отошедший Речи Посполитой по Деулинскому перемирию 1618 года. В 1667 году крепость пострадала от крупного пожара, в следующем году взята мятежными левобережными казаками, которые убили воеводу Игната Волконского. В XVIII веке укрепления Стародуба состояли из земляных валов, дубового палисада и шести башен. До середины XIX века большая часть крепости была разрушена, за исключением двух земляных валов.
В целом, крепость XVI—XVIII веков имела западноевропейскую бастионную планировку и была одной из первых земляных крепостей с бастионами в Русском государстве. Имела широкие земляные валы с наклонными рядами палисада по внешнему склону, характерными для казачьих укреплений Украины и юга России. Также она имела непокрытые башни в стиле древнерусского деревянного зодчества с нависающими обламами, однако меньшими на треть по сравнению с классической русской деревянной фортификацией. С напольной северо-западной стороны на протяжении 30 м сохранились остатки вала шириной 10 м.